# Louis Bernard Bonjean
Louis Bernard Bonjean (Valence, 4 dicembre 1804 – Parigi, 24 maggio 1871) è stato un giurista e politico francese.

## Biografia
Nato in una famiglia povera, si mantenne in gioventù dando ripetizioni di matematica e di diritto. Partecipò alla Rivoluzione di luglio e perdette la vista da un occhio. Divenne nel 1838 avvocato alla Corte di Cassazione e nel 1848 fu eletto all'Assemblea Costituente, sedendo nei banchi della destra.
Si allineò con Luigi Bonaparte a partire dal 1849 e fu ministro dell'agricoltura e del commercio dal 9 al 24 gennaio 1851 e nel 1852 fu nominato avvocato della Corte di Cassazione, senatore nel 1855, presidente della tribunale di Riom e presidente della Corte di Cassazione nel 1865. Nel 1862 ottenne la Legion d'onore.
Nell'aprile del 1871, con la Comune di Parigi, fu arrestato e detenuto come ostaggio, fino a essere fucilato il 24 maggio insieme con l'arcivescovo di Parigi Georges Darboy e altri quattro ostaggi.
Collaboratore del Corps diplomatique e dell'Encyclopédie des lois, è autore di una traduzione delle Istituzioni di Giustiniano, e di diversi altri scritti: Du pouvoir temporel et de la papauté, Révision et Conservation du cadastre, Péréquation de l'impôt.